# Luton Town Football Club 2024-2025
Questa voce raccoglie le informazioni riguardanti il Luton Town Football Club nelle competizioni ufficiali della stagione 2024-2025.

## Maglie e sponsor
| Casa | Trasferta | Terza divisa |

Sponsor ufficiale: Utilita
Fornitore tecnico: Umbro

## Rosa
Aggiornata al 3 dicembre 2024
| N. |                        | Ruolo | Calciatore         |
| -- | ---------------------- | ----- | ------------------ |
| 1  | Inghilterra (bandiera) | P     | James Shea         |
| 2  | Inghilterra (bandiera) | D     | Reuell Walters     |
| 3  | Giamaica (bandiera)    | D     | Amari'i Bell       |
| 4  | Galles (bandiera)      | D     | Tom Lockyer        |
| 5  | Danimarca (bandiera)   | D     | Mads Juel Andersen |
| 6  | Irlanda (bandiera)     | C     | Mark McGuinness    |
| 7  | Inghilterra (bandiera) | C     | Victor Moses       |
| 8  | Norvegia (bandiera)    | C     | Thelo Aasgaard     |
| 9  | Inghilterra (bandiera) | A     | Carlton Morris     |
| 10 | Inghilterra (bandiera) | A     | Cauley Woodrow     |
| 11 | Inghilterra (bandiera) | A     | Elijah Adebayo     |
| 13 | Zimbabwe (bandiera)    | C     | Marvelous Nakamba  |
| 14 | Paesi Bassi (bandiera) | A     | Tahith Chong       |
| 15 | Inghilterra (bandiera) | D     | Teden Mengi        |

| N. |                         | Ruolo | Calciatore           |
| -- | ----------------------- | ----- | -------------------- |
| 16 | Inghilterra (bandiera)  | D     | Reece Burke          |
| 17 | RD del Congo (bandiera) | C     | Pelly Ruddock Mpanzu |
| 18 | Inghilterra (bandiera)  | C     | Jordan Clark         |
| 19 | Scozia (bandiera)       | C     | Jacob Brown          |
| 20 | Inghilterra (bandiera)  | C     | Liam Walsh           |
| 23 | Paesi Bassi (bandiera)  | P     | Tim Krul             |
| 24 | Belgio (bandiera)       | P     | Thomas Kaminski      |
| 25 | Galles (bandiera)       | A     | Joe Taylor           |
| 26 | Grenada (bandiera)      | C     | Shandon Baptiste     |
| 27 | Giappone (bandiera)     | D     | Daiki Hashioka       |
| 29 | Inghilterra (bandiera)  | D     | Tom Holmes           |
| 37 | Inghilterra (bandiera)  | C     | Zack Nelson          |
| 38 | Inghilterra (bandiera)  | D     | Joe Johnson          |
| 45 | Inghilterra (bandiera)  | C     | Alfie Doughty        |